# Eisstadion an der Brehmstraße
Das Eisstadion an der Brehmstraße im Düsseldorfer Stadtteil Düsseltal war von 1935 bis 2006 die Heimspielstätte des DEL-Clubs Düsseldorfer EG (2001–2012 DEG Metro Stars) und gilt als die traditionsreichste der deutschen Eissporthallen. Das Stadion befindet sich an der vielbefahrenen Nord-Süd-Achse Brehmstraße unmittelbar am Zoopark, wo sich von 1876 bis 1943 der Zoologische Garten Düsseldorf befand. Heute ist das Stadion unter anderem die Trainingsstätte der Düsseldorfer EG und Heimspielstätte der Nachwuchs- und Amateurmannschaften, außerdem war es das überdachte Ausweichquartier für die Tennis-Mannschafts-Weltmeisterschaft, der World Team Cup, der 2012 letztmals ausgetragen wurde.

## Geschichte
Am 23. November 1935 wurde, nach Berlin und München, das dritte Eisstadion Deutschlands eröffnet. Gebaut wurde das unbedachte Stadion unter der Leitung des Architekten Peter Dierichsweiler im Hochbauamt der Stadt Düsseldorf und mit finanzieller Unterstützung des Düsseldorfer Stahlindustriellen und Sportmäzens Ernst Poensgen. Das ursprüngliche Stadion, das nach der Fertigstellung Platz für 8.000 Zuschauer bot, wurde im Zweiten Weltkrieg schwer beschädigt.
Nach dem Neuaufbau ab 1946 fasste das Stadion 10.500 Zuschauer und war damit für Jahrzehnte die größte Eissporthalle Deutschlands. 1969 erfolgte die Überdachung des Stadions mit einer auf vier Stützen aufliegenden Stahlkonstruktion des Architekten Friedrich Tamms. Gleichzeitig wurde auf der Nordseite eine Stehplatztribüne errichtet.
Bei den Eishockey-Weltmeisterschaften 1955, 1975 und 1983 diente es als WM-Standort. Der sowjetische Nationaltrainer Anatoli Tarassow soll bereits im September 1971 bei einem Spiel seiner Mannschaft an der Brehmstraße von den „Besten Fans der Welt“ gesprochen haben. Zudem feierte die DEG hier ihre acht Deutschen Meisterschaften. Der erste Meistertitel 1967 wurde noch mit einem Feuerwerk gefeiert, das im Stadion abgefeuert wurde. Nach 1969 war das wegen der Überdachung nicht mehr möglich.
Nach einem Zubau von Sitzplatztribünen zwischen den Stehbereichen und dem Dach in den frühen 1990er Jahren und einer Umwandlung eines Stehplatzbereiches in Sitzplätze zum Ende des Jahrzehnts fasst das Eisstadion an der Brehmstraße, nachdem die Zuschauerkapazität kurzzeitig auf 11.117 gestiegen war, heute 10.285 Zuschauer, davon 6.922 Stehplätze. „Die Brehmstraße“ oder kurz „Die Brehm“, wie das Stadion oft genannt wird, war zu den erfolgreichen Zeiten der Düsseldorfer EG das bestbesuchte Eisstadion Deutschlands. In den Jahren 1986 bis 1996 war nahezu jedes Heimspiel ausverkauft. Oft wurden mehr als 9.500 DEG-Saison-Dauerkarten abgesetzt.

## Zweite Eisfläche
Zwischen 1955 und 1995 befand sich neben dem Eisstadion eine zusätzliche, nicht überdachte Eisfläche zu Trainingszwecken. Diese musste jedoch wegen massiver Mängel und fortschreitendem Verfall stillgelegt werden und wurde hiernach als Parkplatz für die Spieler genutzt. Fehlende finanzielle Mittel verhinderten eine Sanierung oder einen zeitnahen Neubau. Erst 2004 wurde nach langen Diskussionen eine neue, nun überdachte Eishalle moderner Bauart an selbiger Stelle errichtet, so dass die Brehmstraße wieder zwei funktionsfähige Eishallen und Düsseldorf eine akzeptable Plattform für die Jugendarbeit im Eishockey-Nachwuchsbereich aufzuweisen hat.

## Ausblick
Trotz der Größe des alten Eisstadions wurde es in der Sommerpause 2006 als Heimspielstätte des DEL-Teams der DEG vom 13.400 Zuschauer fassenden ISS Dome abgelöst, welcher sich im nördlichen Stadtteil Rath befindet. Die Brehmstraße bleibt jedoch Trainingsstandort des Profiteams und Spielort sämtlicher Nachwuchsmannschaften inklusive des DNL-Teams.
Grund für die Aufgabe als Spielort des DEL-Teams war hauptsächlich die Tatsache, dass das mittlerweile 70-jährige Stadion bezüglich des Komforts, des Caterings, der sanitären Anlagen und des Angebots für das VIP-Zuschauersegment im Vergleich zu anderen DEL-Standorten, wo zu diesem Zeitpunkt mehr und mehr alte Eishallen durch neue Multifunktionsarenen ersetzt wurden, nicht mehr konkurrenzfähig war. Zudem entsprach das Stadion nicht mehr den aktuellen Zuschaueransprüchen. Als weitere Problematik kommt hinzu, dass das Stadion sich inmitten eines Innenstadt-Wohngebietes mit entsprechend angespannter Parkplatzsituation befindet.
Durch die Planungen des ISS Dome entstand bei vielen Fans ein Zwiespalt, da es sich bei der Brehmstraße um eine Kultstätte des deutschen Eishockeysports handelte, die Jahrzehnte durch eine unkomfortable, aber sehr beeindruckende Atmosphäre gekennzeichnet war.

## Abschied
Der Verein organisierte am 3. September 2006 in Zusammenarbeit mit den verschiedenen Fan-Gruppierungen und -clubs einen feierlichen Abschied vom Eisstadion an der Brehmstraße. So startete morgens ein Fan-Marsch mit über 5.000 Teilnehmern und Eishockeyfans aus ganz Deutschland vom Eisstadion aus, um zusammen mit Kapellen, Karnevalswagen, Sponsoren und ehemaligen und aktuellen Spielern bis zum rund fünf Kilometer Luftlinie entfernten ISS Dome in Rath zu ziehen. Der Umzug wurde zudem von einer Eisbearbeitungsmaschine und einer Abordnung des Erzrivalen Kölner Haie begleitet. Viele Düsseldorfer Bürger säumten die Straßen des Zugweges.

## Galerie

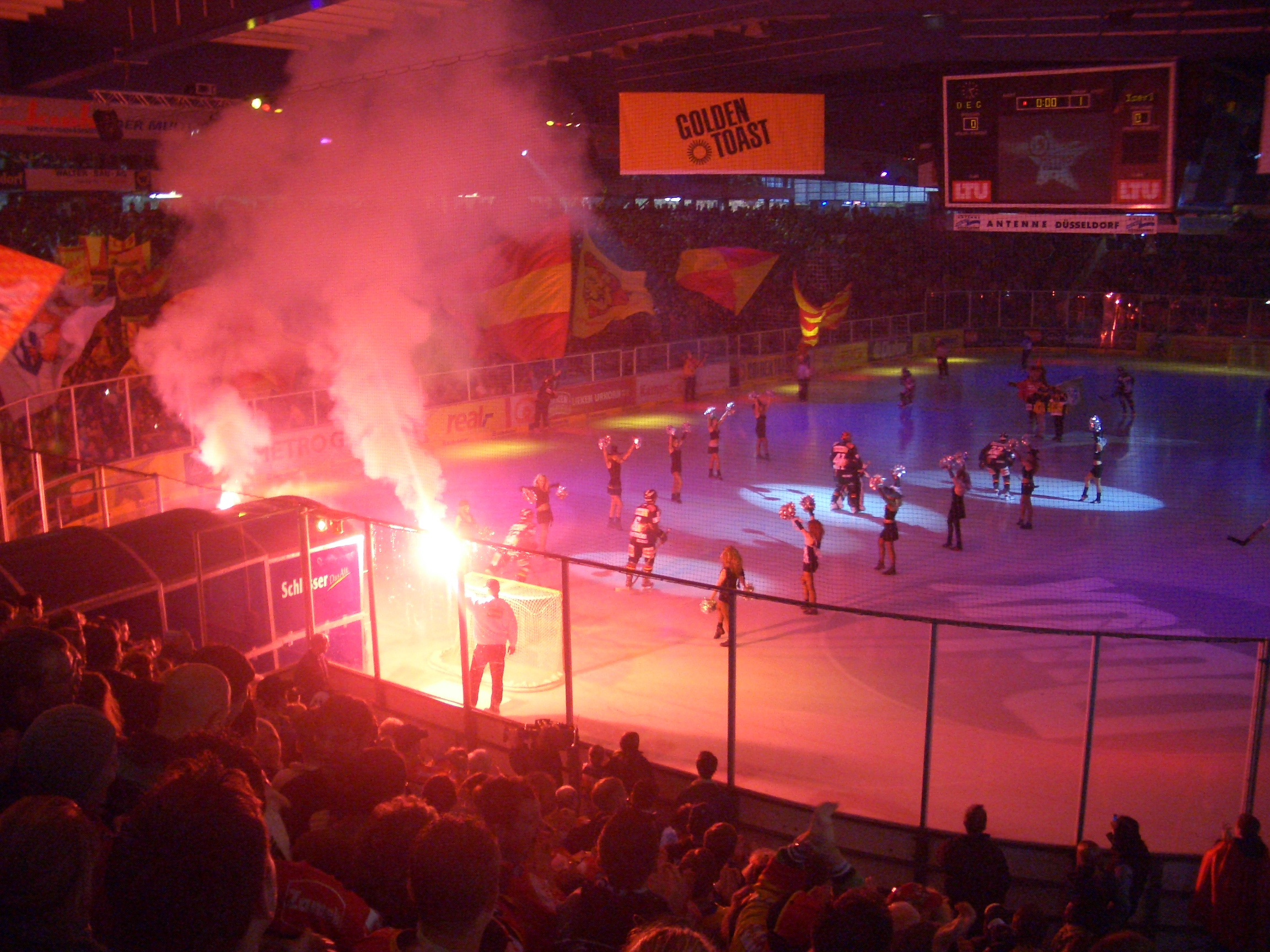
Einlauf an der Brehmstraße 2004
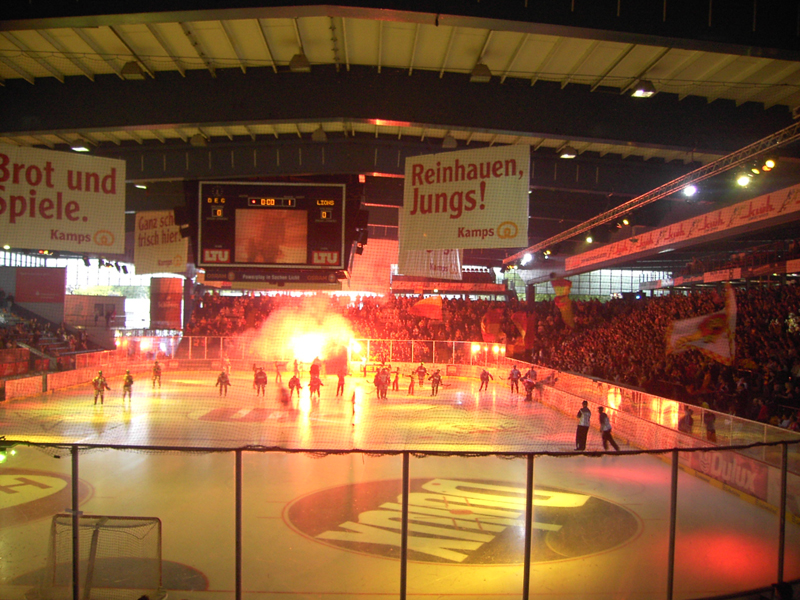
Innenraum des Eisstadions 2005
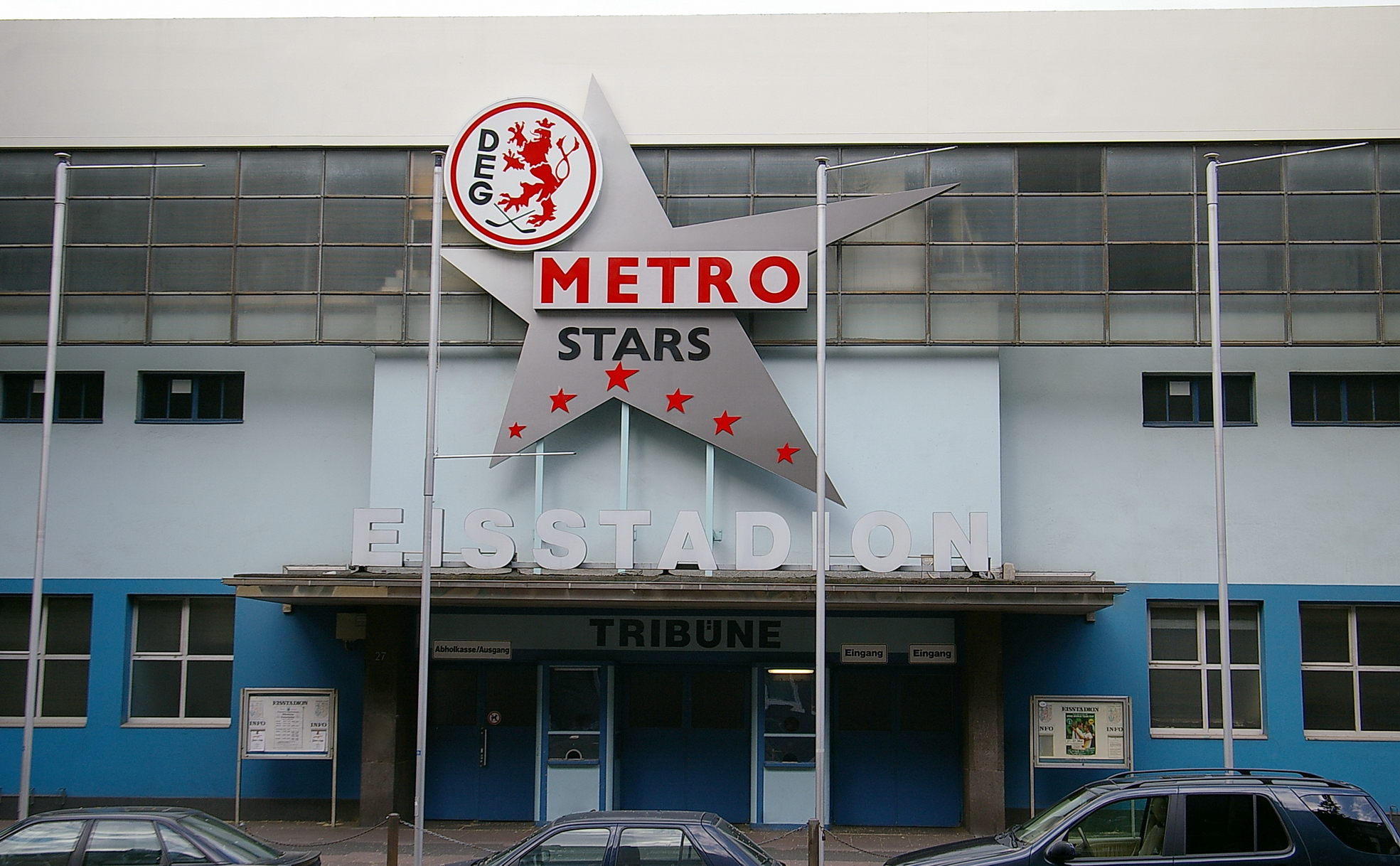
Zugang zur Tribüne
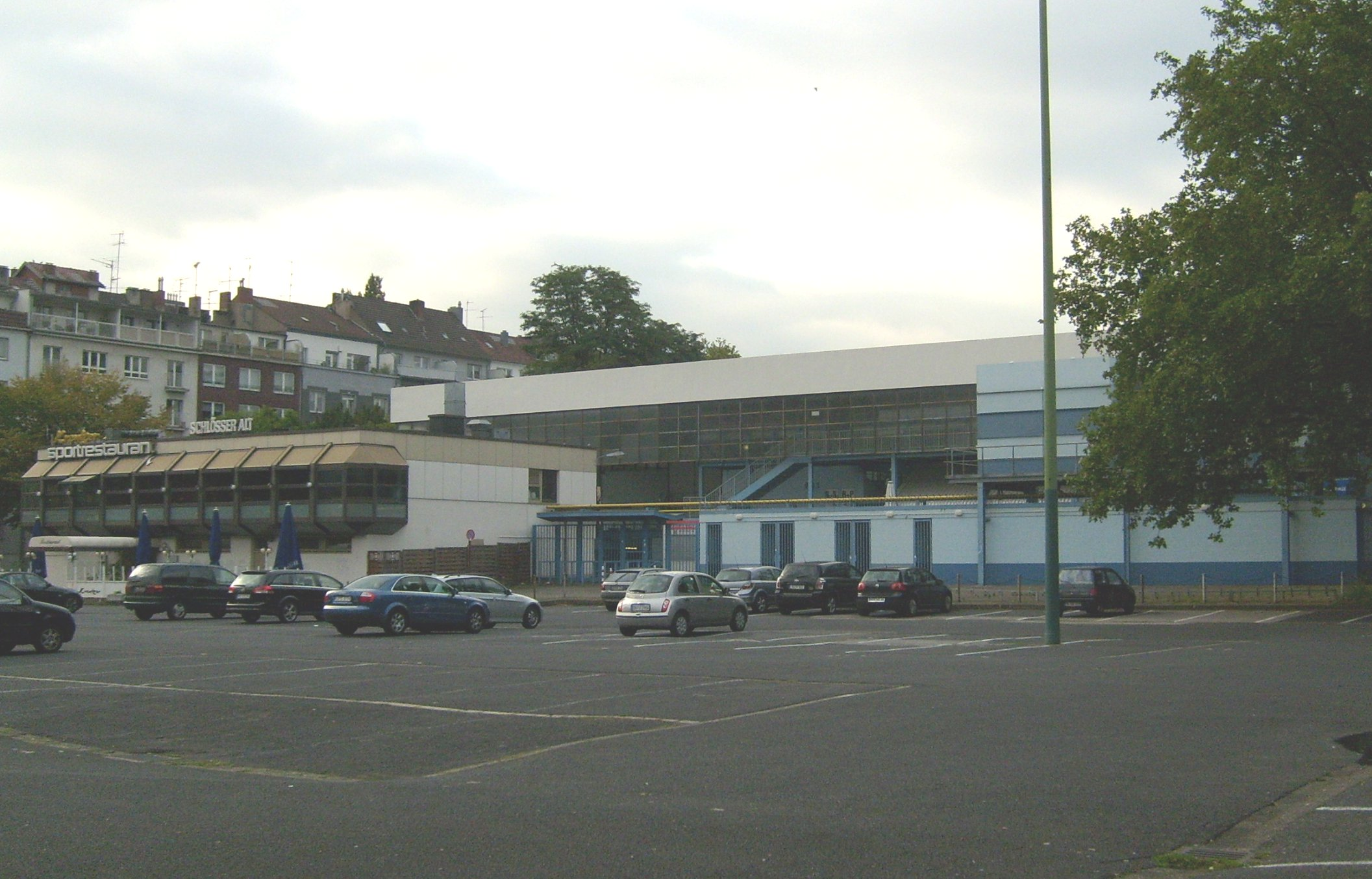
Blick von Süden
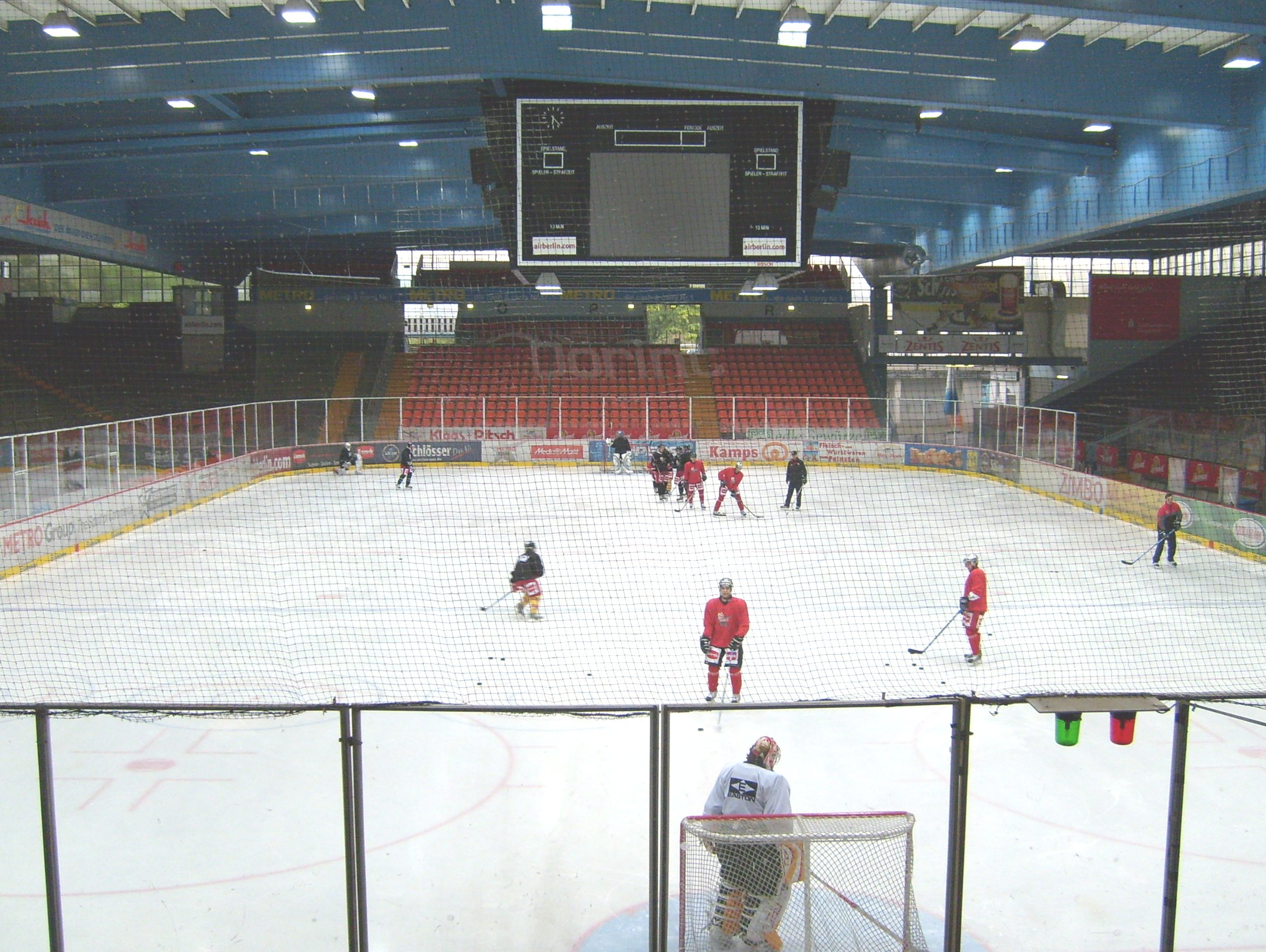
September 2007
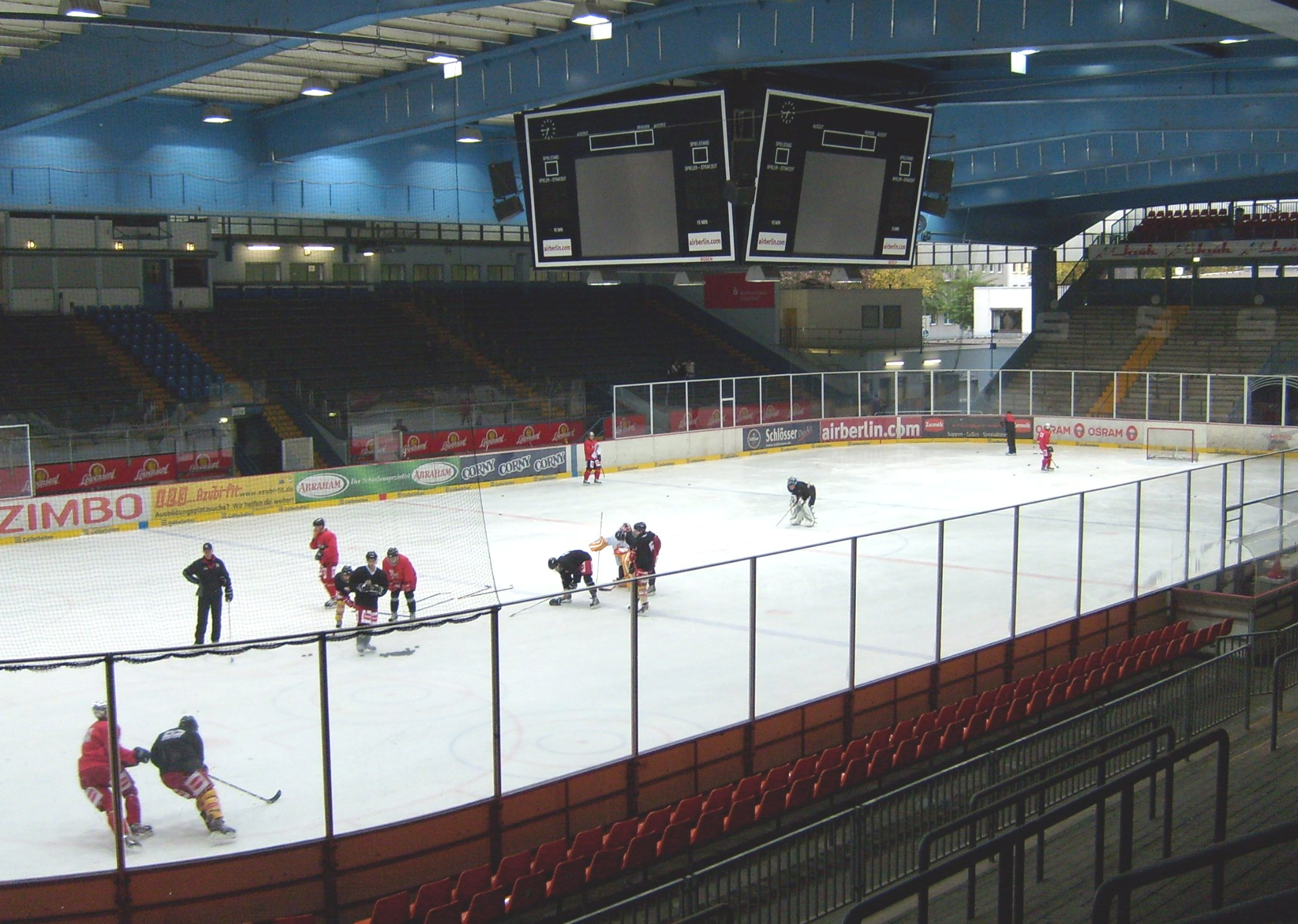
September 2007